# Tunde Bamidele
Tunde Bamidele (Nigeria británica; 13 de mayo de 1953 -1997) fue un futbolista de Nigeria que jugó en la posición de defensa central.

## Carrera

### Club
| Periodo   | Club              |
| --------- | ----------------- |
| 1973-1979 | Taraba United     |
| 1980-1988 | Shooting Stars SC |
| 1988-1989 | Racca Rovers      |

### Selección nacional
Jugó para Nigeria en 35 ocasiones de 1978 a 1982, participó en tres ediciones de la Copa Africana de Naciones, los Juegos Olímpicos de Moscú 1980, y los Juegos Panafricanos de 1978.

## Logros
- Copa Africana de Naciones (1): 1980